# Uteč (film)
Uteč (v anglickém originále Get Out) je americký psychologický hororový film z roku 2017 režiséra Jordana Peelea, který k němu také napsal scénář. Hlavní role ve filmu ztvárnili Daniel Kaluuya, Allison Williams, Lil Rel Howery, Lakeith Stanfield, Bradley Whitford, Caleb Landry Jones, Stephen Root a Catherine Keener. Film sleduje mladého černocha, který při setkání s rodinou své bílé přítelkyně odhaluje šokující tajemství.
Film měl premiéru na Filmovém festivalu Sundance dne 23. ledna 2017 a do kin byl ve Spojených státech oficiálně uveden dne 24. února 2017 společností Universal Pictures. V České republice měl film premiéru dne 27. dubna 2017. Film získal pozitivní recenze od kritiků, kteří vyzdvihovali zejména scénář, režii, herecké výkony a kritiku společnosti. Film se stal velkým komerčním úspěchem a celosvětově vydělal 255 milionů dolarů, s rozpočtem 4,5 milionů dolarů, což z něj učinilo desátý nejvýdělečnější film roku 2017.
Organizace National Board of Review a Americký filmový institut a časopis Time zařadily film do žebříčku deseti nejlepších filmů roku 2017. Získal mnoho ocenění, včetně Oscara za nejlepší původní scénář a obdržel nominace v kategoriích nejlepší film, nejlepší režie a nejlepší herec (pro Kaluuyu). Vysloužil si také pět nominací na Critics' Choice Awards, dvě na Zlatý glóbus a dvě na Filmovou cenu Britské akademie. Film byl mnohými kritiky označen jako jeden z nejlepších filmů 21. století.

## Obsazení
- Daniel Kaluuya jako Chris Washington, mladý černoch, který je pozván do rodinného domu Rose
  - Zailand Adams jako Chris v jedenácti letech
- Allison Williams jako Rose Armitage, dcera rodiny Armitageových a přítelkyně Chrise
- Bradley Whitford jako Dean Armitage, neurochirurg a otec Rose
- Caleb Landry Jones jako Jeremy Armitage, bratr Rose
- Stephen Root jako Jim Hudson, slepý obchodník s uměním, který je členem bohaté organizace Order of the Coagula
- Lakeith Stanfield jako Andre Hayworth / Logan King, člen organizace Order of the Coagula, který převzal kontrolu nad tělem Andreho, který se ztratil šest měsíců před událostmi filmu
- Catherine Keener jako Missy Armitage, psychiatrička a matka Rose
- Lil Rel Howery jako Rod Williams, policista na letišti a nejlepší přítel Chrise
- Marcus Henderson jako Walter, černošský správce pozemku rodiny Armitageových
- Betty Gabriel jako Georgina, černošská hospodyně
- Erika Alexander jako detektivka Latoya
- Geraldine Singer jako Philomena King

## Produkce
Snímek je režisérským debutem pro Jordana Peele. Obsazení Daniela Kaluuya a Allison Williams bylo oznámeno v listopadu 2015. Natáčení bylo zahájeno dne 16. února 2016. Tři týdny se natáčelo ve Fairhope v Alabamě, následovalo natáčení na akademii Barton a v historické části Ashland Place v Mobile v Alabamě.

## Přijetí

### Tržby
Film vydělal 175,7 milionů dolarů v Severní Americe a 79 milionů dolarů v ostatních oblastech, celkově tak vydělal 254,6 milionů dolarů po celém světě. Rozpočet filmu činil 4,5 milionů dolarů. V Severní Americe byl oficiálně uveden 24. února 2017, společně s filmy Srážka a Pes ro(c)ku. Byl předpokládán výdělek 20–25 milionů dolarů za první víkend z 2 773 kin. Za první víkend docílil nejvyšší návštěvnosti, kdy vydělal 33,4 milionů dolarů. Za druhý víkend vydělal 28,3 miliionů dolarů a za třetí víkend 21,1 milionů dolarů.

### Recenze
Film získal pozitivní recenze od kritiků. Na recenzní stránce Rotten Tomatoes získal z 299 započtených recenzí 99 procent s průměrným ratingem 8,3 bodů z deseti. Na serveru Metacritic snímek získal z 48 recenzí 84 bodů ze sta. Na Česko-Slovenské filmové databázi snímek získal 75%. Na stránce CinemaScore získal známku za 1-, na škále 1+ až 5.